# Tricyclea semithoracica
Tricyclea semithoracica är en tvåvingeart som beskrevs av Villeneuve 1922. Tricyclea semithoracica ingår i släktet Tricyclea och familjen spyflugor. Inga underarter finns listade i Catalogue of Life.